# Saski ratovi (Karlo Veliki)
Saski ratovi (njemački:Sachsenkriege ili Sassenkriege) su bili pohodi i ustanci u više od trideset godina od 772., kada je Karlo prvi ušao Sasku s namjerom da pobijedi, do 804., kad je bila slomljena zadnja pobuna nezadovoljnih plemena. U svemu, osamnaest bitaka vodilo se u onomu što je sada sjeverozapadna Njemačka. Oni su rezultirali uključivanjem Saske u Franačke carstvo i njihovog obraćenja iz germanskog poganstva na germansko kršćanstvo.
Unatoč ponovljenim zastojima,Sasi su se uporno odupirali, zauvijek vraćajući u napad na Karlovo područje čim je on skrenuo pozornost negdje drugdje. Njihov glavni vođa, Widukind, bio je elastičan i snalažljiv protivnik koji prihvaćao mirovne ponude od Karla Velikog u opasnim situacijama ne gubeći svoje lice i sprečavajući Karla u nastavku rata. Ovaj sporazum je sačuvao prava saskih  "vođa"  u njihovojoj domovini. Widukind (ili "Waldkind", hrv: "Dijete šume") bio je kršten godine 785 i pokopan je u jedinoj njemačkoj crkvi bez tornja. 
Sasi su bili podijeljeni u četiri podskupine u četiri regije. Najbliže drevnom franačkom kraljevstvu Austraziji bila je je Vestfalija a najdalje je Eastfalia. Između ova dva kraljevstva bila je Engria (ili Engern) a sjeverno od ova tri, a u podnožju Jutlandskog poluotoka, bila je Nordalbingija. 

## Prva faza
Ratovi su počeli s franačkom invazijom na saski teritorij i potčinjavanjem Engrijanaca i uništavanjem njihovog svetog simbola Irminsula blizu Paderborn godine 772. ili 773., kraj Eresburga. Irminsul je vjerojatno bilo šuplje deblo drveta, vjerojatno predstavljaći stup koji nosi nebo-slično nordijskom stablu Yggdrasil. Karlov pohod je vodio sve do rijeke Weser i uništio je nekoliko velikih saskih uporišta. Nakon pregovora s nekim saskim plemićima i dobivanjem talaca, Karlo je okrenuo pozornost na rat protiv Langobarda u sjevernoj Italiji. No, saski slobodni seljaci, na čelu s Widukindom, nastavili su se odupirati i poharali su franačke zemlje u rajnskoj regiji. Oružani sukobi su se i dalje godinama vodili nesmanjenom žestinom. 
Karlov drugi pohod je došao je godini 775. Zatim je marširao kroz Vestfaliju, osvajajući tvrđavu Sigiburg, i prešao Engriju, gdje je opet pobijedio Saksonce. Konačno, u Istfaliji, on ih pobijedio te njihovog vođu Hessija preobratio u kršćanstvo. Vratio se kroz Vestfaliju, ostavljajući taborišta kod Sigiburga i Eresburga. Sva Saska osim Nordalbingije bila je pod njegovom kontrolom, ali poslušnosti Saksonaca nije potrajala dugo. 
Nakon ratovanja u Italiji, Karlo se vratio   vrlo brzo u Sasku (stigavši u Lippe prije nego što su Saksonci saznali da je napustio Italiju), treći put u 776., kada je u pobuni uništena njegova tvrđava u Eresburgu. Sasi su ponovno pritisnuti, iako je Widukind pobjegao kod Danaca. Karlo Veliki je sagradio novi logor u Karlstadtu. Godine 777., on je sazvao državni Sabor u Paderbornu kako bi u potpunosti integrirao Sasku u Franačko kraljevstvo. Mnogi Sasi su tom prigodom kršteni.
Glavni cilj Sabora bio je približiti Sasku kršćanstvu. Misionari, uglavnom Anglo-Saksonci iz Engleske, bili su unovačeni za obavljanje ovog zadatka. Karlo je izdao niz uredbi kako bi slomio   otpor Sasa i proglasio smrtnu kaznu za svakog tko se i dalje pridržaje poganskih običaja ili ne poštuje kraljev mir. Njegov teški i beskompromisni stav, koji mu je donio mu je naslov "mesara Saksonaca", uzrokovao je da je njegov bliski savjetnik Alcuin od Yorka, kasnije opat Svetog Martina opatije u Toursu, morao tražit blagost od njega, jer se Božja riječ treba širiti ne mačem, nego uvjeravanjem. No rat se i dalje nastavio,a Saksonci su se okrutno borili za svoju slobodu. 

U ljeto 779., Karlo je ponovootišao u Sasku i osvojio Istfaliju, Engriju i Vestfaliju. Na saboru u blizini Lippspringea, on je podijelio zemlju u misionarske okruge i franačke grofovije. On je sam pomagao u nekoliko masovnih krštenja (780.) Potom se vratio u Italiju i, začudo, nije bilo saskih pobunu. Od 780. do 782., zemljom je vladao mir.

## Srednja faza
Karlo se vratio godine 782 u Sasku i uveo zakonik te imenovao grofove, i saske i franačke. Zakoni su bili drakonski o vjerskim pitanjima, a domorodačko je poganstvo bilo ozbiljno ugroženo. To je izazvalo obnovu starog sukoba. Te godine, u jesen, vratio seWidukind i poveo pobunu koja je rezultirala brojnim napadima na crkve. Sasi su napali područje Hatija, germanskog plemena već preobraćenog od strane Svetog Bonifacija i čvrsto unutar carstva Karla Velikog. Widukind je uništio franačku vojsku kod Süntela dok je Karlo ratovao protiv Lužičkih Srba. To je bio odgovor pokolj u Verdenu kada je Karlo naredio odrubljivanje glava 4.500 Saksonaca koji su bili uhvaćeni kako potajno prakticiraju poganske običaje nakon prelaska na kršćanstvo, a Widukind je pobjegao ponovno u Dansku. Nakon ovog "Blutgerichta", neki povjesničari su tvrdili da se pokolj nije uopće nije dogodio, ili da je zapravo bila borba, ali nijedna od od tih tvrdnji nije bila vjerodostojna. Pokolj je doveo do dvije ravne godine neprestanog ratovanja (783. – 785. ), s Karlovim zimovanjem u središnjoj Saskoj, kod Mindena. Prekretnica je došla godine 785, kada je i sam Widukind kršten i zakleo se Karlu Velikom. To je bio sa zaključkom ovog rata kojim je Karlo Veliki mogao tvrditi da je osvojio Sasku, zemlja je imala mira za sljedećih sedam godina, iako je bilo sporadično pobuna i dalje sve do 804. 

## Završna faza
Godine 792., Vestfalci su ustali protiv svojih gospodara kao odgovor na prisilna novačenja za ratove protiv Avara. Istfalci i i Nordalbinginci su im se pridružili godine 793., ali ustanak se nije raširio   kao prijašnji i potpuno je opao godine 794.

## Vjerska priroda rata
Saski ratovi se mogu smatrati vjerskima u pogledu da je Karla proglasio rat kako bi preobratio pogane na kršćanstvo , podsjećajući na kasnije križarske ratove. Iako nikada nije službeno proglašen križarskim ratom, on je sugerirao da su saski ratovi bili glavni izvor nadahnuća za kasnije pohode protiv islama, a pogotovo protiv poganskih država tpoput kao Litve. Saski ratovi su također doveli do domino efekta na poganske države u Srednjoj Europi, koje poput Poljske prelaze na kršćanstvo.